# Synagoga chasydów w Pińsku
Synagoga chasydzka w Pińsku (ros. Китаевская синагога) – świątynia należąca do pińskich chasydów wzniesiona na wprost synagogi ortodoksyjnej przy ul. Królowej Bony (nazwa z 1939). 
Bóżnicę nazywano również "kitajską" ze względu na materiał z jakiego wykonany był strój lokalnych chasydów albo synagogą "Stoliner" – od nazwy miasteczka na Polesiu, z którego pochodził duchowy przywódca społeczności. 
Synagoga jako jedyna działała w mieście po II wojnie światowej, jednak ostatecznie zdecydowano o jej wyburzeniu. Obecnie przez teren trzech świątyń żydowskich (wielkiej, kitajskiej i Hamidrasz klojz) przechodzi ruchliwe skrzyżowanie ulic Biełowa i Korża. 